# 広瀬鎮之

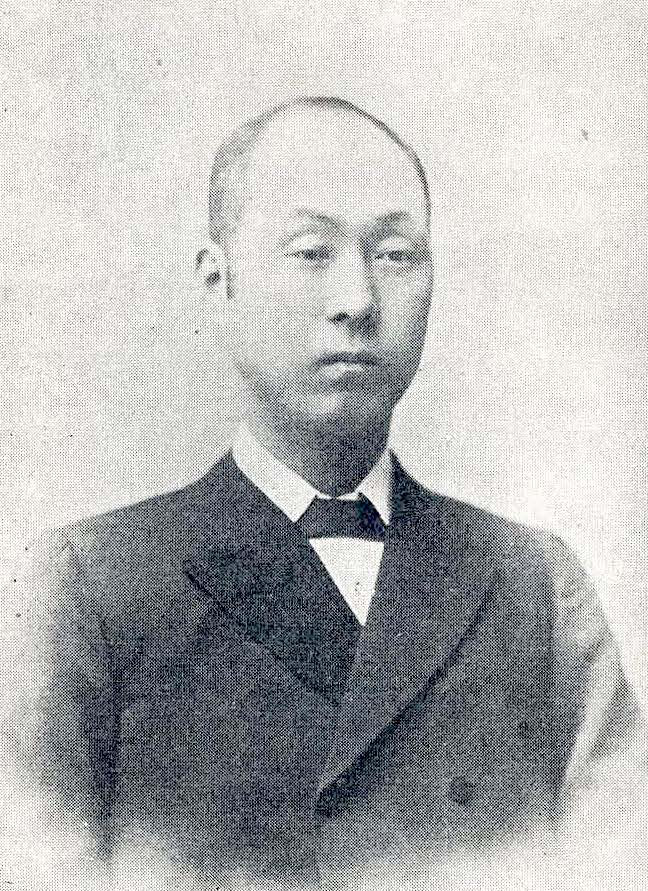
広瀬鎮之

広瀬 鎮之（廣瀬 鎭之、ひろせ ちんし、1864年7月11日（元治元年6月8日）- 1930年（昭和5年）10月21日）は、日本の実業家、漁業経営者、政治家。衆議院議員。

## 経歴
越中国射水郡藪田村（のち富山県氷見郡藪田村、現:氷見市）で、素封家・広瀬義太郎の長男として生まれる。小学校を卒業し、金沢で漢学を、東京で禅学、語学を学んだ。
1885年頃、同郷の浅野総一郎が経営する秋田の鉱山で支配人に就任。日清戦争後、浅野らと台湾で事業を展開し、台北電燈取締役、台北米穀市場理事などを務めた。1910年、氷見に三漁組を設立して漁業経営を行った。その他、光針製造取締役、日本電気興業取締役、東方公司取締役、樺太炭礦取締役などを歴任した。
1912年5月、第11回衆議院議員総選挙で富山県郡部から立憲政友会所属で出馬して当選したが、1913年2月17日、大審院で衆議院議員選挙法違犯事件の上告が棄却され、有罪が確定したため議員を退職した。その後、第13回、第14回総選挙（富山県第六区）でも当選し、衆議院議員を通算三期務め、水産事業の開発に尽力した。一時、政友本党に属したが、立憲政友会協議員を務め、同富山県支部長在任中に死去した。